# Francesco Colonna di Sciarra, IV principe di Carbognano
Francesco Colonna di Sciarra, IV principe di Carbognano (Roma, 16 settembre 1683 – Milano, 7 ottobre 1750), è stato un nobile italiano.

## Biografia
Figlio di Egidio Colonna di Sciarra, III principe di Carbognano e di sua moglie, Anna Vittoria Altieri, Francesco nacque a Roma nel 1683. Per parte di suo padre era imparentato con papa Martino V, mentre sua madre era imparentata con papa Clemente X.
Suo padre morì quando lui aveva appena tre anni e da subito si trovò erede dei titoli e dei vasti possedimenti terrieri della sua famiglia, sotto la tutela di sua madre sin quando egli non ebbe raggiunto la maggiore età per poter gestire autonomamente i propri beni. Ebbe un fratello maggiore, Giulio Cesare, che però morì infante. Negli anni che seguirono cercò di portare avanti una politica volta a implementare il suo patrimonio, innanzitutto organizzando il proficuo matrimonio del suo primogenito Giulio Cesare con Cornelia Costanza Barberini, IV principessa di Palestrina ed erede del ricco patrimonio della famiglia Barberini, e poi riuscendo a far nominare due dei suoi figli al ruolo di cardinali.
Morì a Milano il 7 ottobre 1750.

## Matrimonio e figli
Nel maggio 1702, a Roma, Francesco sposò Vittoria Salviati (1675-16 maggio 1749), figlia di Francesco Maria, duca di Giuliano, e di sua moglie Caterina Sforza dei marchesi di Proceno. La coppia ebbe i seguenti figli:
- Maria Artemisia (23 febbraio 1703 - luglio 1733), sposò il 2 giugno 1716 Vincenzo Tuttavilla, VI duca di Calabritto (1692-1731)[3]
- Stefano (28 maggio 1704 - morto infante)
- Giulio Cesare (1705 - 1787), V principe di Carbognano, sposò Cornelia Costanza Barberini, IV principessa di Palestrina
- Prospero (1707 - 1765), cardinale
- Caterina Maria (2 giugno 1708 - 26 marzo 1717)
- Egidio (29 giugno 1709 - 27 marzo 1769), cavaliere gerosolimitano e Balì di Gran Croce

## Albero genealogico
|                                                             |                |                                | Genitori                               |  |  | Nonni |  |  | Bisnonni                                               |  |  | Trisnonni                                                  |  |
|                                                             |                |                                |                                        |  |  |       |  |  | Francesco Colonna di Sciarra, I principe di Carbognano |  |  | Giulio Cesare Colonna di Sciarra, I principe di Palestrina |  |
|                                                             |                |                                |                                        |  |  |       |  |  | Francesco Colonna di Sciarra, I principe di Carbognano |  |  | Giulio Cesare Colonna di Sciarra, I principe di Palestrina |  |
|                                                             |                | Artemisia Orsini di Pitigliano |                                        |  |  |       |  |  | Francesco Colonna di Sciarra, I principe di Carbognano |  |  |                                                            |  |
| Giulio Cesare Colonna di Sciarra, II principe di Carbognano |                |                                |                                        |  |  |       |  |  | Francesco Colonna di Sciarra, I principe di Carbognano |  |  |                                                            |  |
|                                                             |                | Ersilia Sforza di Valmontone   | Federico Sforza, signore di Valmontone |  |  |       |  |  |                                                        |  |  |                                                            |  |
|                                                             |                | Ersilia Sforza di Valmontone   | Federico Sforza, signore di Valmontone |  |  |       |  |  |                                                        |  |  |                                                            |  |
|                                                             |                | Ersilia Sforza di Valmontone   | Beatrice Orsini di San Gemini          |  |  |       |  |  |                                                        |  |  |                                                            |  |
| Egidio Colonna di Sciarra, III principe di Carbognano       |                | Ersilia Sforza di Valmontone   |                                        |  |  |       |  |  |                                                        |  |  |                                                            |  |
|                                                             |                | Ranuccio Farnese               | Alessandro Farnese                     |  |  |       |  |  |                                                        |  |  |                                                            |  |
|                                                             |                | Ranuccio Farnese               | Alessandro Farnese                     |  |  |       |  |  |                                                        |  |  |                                                            |  |
|                                                             |                | Ranuccio Farnese               | Maria d'Aviz                           |  |  |       |  |  |                                                        |  |  |                                                            |  |
| Isabella Farnese                                            |                | Ranuccio Farnese               |                                        |  |  |       |  |  |                                                        |  |  |                                                            |  |
|                                                             |                | Briseide Ceretoli              | …                                      |  |  |       |  |  |                                                        |  |  |                                                            |  |
|                                                             |                | Briseide Ceretoli              | …                                      |  |  |       |  |  |                                                        |  |  |                                                            |  |
|                                                             |                | Briseide Ceretoli              | …                                      |  |  |       |  |  |                                                        |  |  |                                                            |  |
| Francesco Colonna di Sciarra, IV principe di Carbognano     |                | Briseide Ceretoli              |                                        |  |  |       |  |  |                                                        |  |  |                                                            |  |
|                                                             | Orazio Altieri | Girolamo Altieri               |                                        |  |  |       |  |  |                                                        |  |  |                                                            |  |
|                                                             | Orazio Altieri | Girolamo Altieri               |                                        |  |  |       |  |  |                                                        |  |  |                                                            |  |
|                                                             | Orazio Altieri | Ersilia Capranica              |                                        |  |  |       |  |  |                                                        |  |  |                                                            |  |
| Antonio Maria Altieri                                       | Orazio Altieri |                                |                                        |  |  |       |  |  |                                                        |  |  |                                                            |  |
|                                                             |                | Anne du Blioul                 | Laurent du Blioul                      |  |  |       |  |  |                                                        |  |  |                                                            |  |
|                                                             |                | Anne du Blioul                 | Laurent du Blioul                      |  |  |       |  |  |                                                        |  |  |                                                            |  |
|                                                             |                | Anne du Blioul                 | …                                      |  |  |       |  |  |                                                        |  |  |                                                            |  |
| Anna Vittoria Altieri                                       |                | Anne du Blioul                 |                                        |  |  |       |  |  |                                                        |  |  |                                                            |  |
|                                                             |                | …                              | …                                      |  |  |       |  |  |                                                        |  |  |                                                            |  |
|                                                             |                | …                              | …                                      |  |  |       |  |  |                                                        |  |  |                                                            |  |
|                                                             |                | …                              | …                                      |  |  |       |  |  |                                                        |  |  |                                                            |  |
| Lucrezia Ricci                                              |                | …                              |                                        |  |  |       |  |  |                                                        |  |  |                                                            |  |
|                                                             |                | …                              | …                                      |  |  |       |  |  |                                                        |  |  |                                                            |  |
|                                                             |                | …                              | …                                      |  |  |       |  |  |                                                        |  |  |                                                            |  |
|                                                             |                | …                              | …                                      |  |  |       |  |  |                                                        |  |  |                                                            |  |
|                                                             |                | …                              |                                        |  |  |       |  |  |                                                        |  |  |                                                            |  |